# Лихтенщайн (замък в Германия)
Вижте пояснителната страница за други значения на Лихтенщайн.
Лихтенщайн (на немски: Schloss Lichtenstein) е „приказен“ замък, построен върху скала в околностите на Хонау, провинция Баден-Вюртемберг, Германия. На немски името на замъка означава „светъл камък“.
На това място е имало замък, построен около 1200 година. Разрушаван е на два пъти – веднъж по време на война през 1311 година и втори път след обсада от войските на града-държава Ройтлинген през 1381 година. След второто разрушаване замъкът не е обновен и е оставен в развалини.
През 1802 година земята около развалините на замъка става собственост на вюртембергския крал Фридрих I, който на това място изгражда ловна хижа. През 1837 година земята е наследена от неговия внук Вилхелм, херцог на Урах и граф на Вюртемберг, който, вдъхновен от романа „Лихтенщайн“ на Вилхелм Хауф построява сегашния замък в периода 1840 – 1842 година. Романтичният неоготически стил на замъка е по замисъл на архитекта Карл Александър Хайделхоф.
Днес замъкът Лихтенщайн все още е собственост на херцозите на Урах, но е отворен за посетители. В него има много голяма сбирка от средновековни оръжия и доспехи.

## Галерия
- Входът на замъка
- Ровът на замъка
- Изглед от югозапад
- Замъкът на HDRI фотография